# 凯瑟琳·沃尔夫·布鲁斯

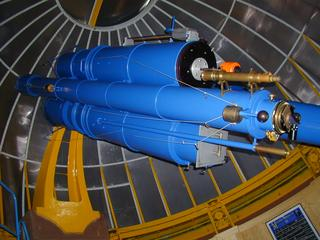
德国王座山天文台布鲁斯双倍天体摄相仪

凯瑟琳·沃尔夫·布鲁斯（英語：Catherine Wolfe Bruce，1816年1月22日—1900年3月13日），苏格兰裔美国人，著名慈善家和天文事业赞助人。

## 生平
她是著名的字体创始人布鲁斯·乔治的女儿、凯瑟琳·沃尔夫的妻子，出生在爱丁堡。 1887年她捐赠了“乔治·布鲁斯免费图书馆”（George Bruce Free Library）。1889年到1899年间她先后资助过美国哈佛大学天文台、美国叶凯士天文台和德国王座山天文台（Landessternwarte Heidelberg-Königstuhl），在马克斯·沃夫工作期间，这些天文机构都添置了新的望远镜。
太平洋天文学会设立的布鲁斯奖以及小行星323和月球上的“布鲁斯环形山”就是以她的名字命名。